# Нижнее Хаппаярви
Нижнее Хаппаярви — пресноводное озеро на территории Амбарнского сельского поселения Лоухского района Республики Карелии.

## Общие сведения
Площадь озера — 3,3 км². Располагается на высоте 139,7 метров над уровнем моря.
Форма озера лопастная, продолговатая: оно более чем на три километра вытянуто с северо-запада на юго-восток. Берега каменисто-песчаные, преимущественно возвышенные.
Из озера вытекает река Семенга, впадающая в Кизреку, которая, в свою очередь, впадает в Топозеро.
С северной стороны в Нижнее Хаппаярви впадает ручей, несущий воды озёр Верхнего Хаппаярви и Нижнего Куркиярви.
К западу от озера проходит просёлочная дорога.
Населённые пункты вблизи водоёма отсутствуют.
Код объекта в государственном водном реестре — 02020000411102000000339.